# Нимрод (корабль)
Нимрод (англ. Nimrod) — британское судно.
Корабль известен как баркентина, экспедиционное судно Первой экспедиции Эрнеста Шеклтона. Ранее использовался для охоты за китами и тюленями. К моменту покупки Шеклтоном кораблю было более 40 лет. Приобретение за 5 тысяч фунтов по тем временам считается значительным превышением цены.
В честь корабля назван ледник Нимрода.

## Фильмы
Корабль фигурировал в мультфильме Шерлок Гномс, где он должен был пройти под Тауэрским мостом; только там он назывался крейсером и совсем не был похож на судно XX века.